# 蘇卓航
蘇卓航（英語：Eric So，1968年9月28日—），又名蘇勳，香港多媒體藝術家。太太是香港歌手王菀之。

## 經歷
蘇卓航本來從事廣告業，1990年代轉為藝術及跨媒界創作人，曾辦畫展及嘗試不同領域 。2000年後，主要創作Action Figure人形玩偶，亦涉足眼鏡、手錶、服裝、運動鞋設計。
曾舉辦 「李小龍之藝術」世界巡迴展覽，雕塑出李小龍各種造型的着裝，因而成名；曾製作電影《滿城盡帶黃金甲》周潤發皇帝造型人偶，為電影《夜宴》設計周迅古裝造型人偶。